# Karimabad (Hunza)
Karimabad, nota come Baltit, è il capoluogo del distretto di Hunza nella regione di Gilgit-Baltistan. 
Posta a 2500 m s.l.m., il nome di Karimabad deriva da Principe Karim Agha Khan, il capo spirituale dei nizariti, setta  degli sciiti ismailiti. 
Per i bei panorami che offre e trovandosi lungo la strada del Karakorum, è una località molto frequentata dai turisti. La principale attrazione turistica è costituita dalla Rocca di Baltit, antica residenza dei Mir, titolo che contraddistingueva il signori del luogo.